# Attenuizomus
Genre
Attenuizomus est un genre de schizomides de la famille des Hubbardiidae.

## Distribution
Les espèces de ce genre sont endémiques du Territoire du Nord en Australie,.

## Liste des espèces
Selon Schizomids of the World (version 1.0) :
- Attenuizomus baroalba  Harvey, 2000
- Attenuizomus cuttacutta  Harvey, 2000
- Attenuizomus mainae  (Harvey, 1992)
- Attenuizomus radon  (Harvey, 1992)

## Publication originale
- Harvey, 2000 : Brignolizomus and Attenuizomus, new schizomid genera from Australia (Schizomida Hubbardiidae). Memorie della Societa Entomologica Italiana, vol. 78, no 2, p. 329-338.